# Titularerzbistum Rhizaeum
Rhizaeum ist ein Titularerzbistum der römisch-katholischen Kirche. 
Es geht zurück auf einen früheren Bischofssitz in der antiken Stadt Rhizaion (lateinisch Rhizaeum, heute Rize) in der römischen Provinz Cappadocia bzw. in der Spätantike Pontus Polemoniacus an der türkischen Schwarzmeerküste bei Trabzon.
| Titularerzbischöfe von Rhizaeum |                                    |                                                                     |                   |                 |
| Nr.                             | Name                               | Amt                                                                 | von               | bis             |
| 1                               | Tiberio de Jesús Salazar y Herrera | Koadjutorerzbischof von Medellín (Kolumbien)                        | 7. Juli 1932      | 22. Juni 1937   |
| 2                               | Lucas Guillermo Castillo Hernández | Koadjutorerzbischof von Caracas, Santiago de Venezuela ( Venezuela) | 10. November 1939 | 13. Mai 1946    |
| 3                               | Francesco Lardone                  | Apostolischer Nuntius                                               | 21. Mai 1949      | 30. Januar 1980 |